# Починок-Поник
Починок-Поник — поселок в Арском районе Татарстана. Входит в состав Сизинского сельского поселения.

## География
Находится в северо-западной части Татарстана на расстоянии приблизительно 25 км по прямой на северо-восток от районного центра города Арск.

## История
Известен с 1678 года как Починок по речке Поник. В 1888 году здесь открыта была школа Братства святителя Гурия. Относится к населенным пунктам с кряшенским населением.

## Население
Постоянных жителей было: в 1782 году — 8 душ мужского пола, в 1859—101 человек, в 1897—193, в 1908—203, в 1920—227, в 1926 — 94, в 1938—233, в 1949—222, в 1958—208, в 1970—229, в 1979—143, в 1989 — 77, 85 в 2002 году (татары 98 %), 69 в 2010.